# 山本修 (コントラバス奏者)
山本 修（やまもと おさむ、1959年 - ）は日本のコントラバス奏者。神奈川県逗子市出身。
東京都交響楽団首席奏者ほか、サイトウ・キネン・オーケストラ、ジャパン・チェンバー・オーケストラ、アンサンブルノマド、オーケストラMAP'S、トウキョウ・モーツァルト プレーヤーズのメンバー。また小澤征爾音楽塾、かずさ国際音楽祭の講師、東京芸術大学、洗足学園大学各講師。

## 略歴
2歳より母からピアノの手ほどきを受け、高校1年生よりコントラバスを永島義男に師事する。その後、東京藝術大学卒業。1985年に東京都交響楽団に入団。29歳でベルリンへ1年間留学し、ベルリン・フィルハーモニー管弦楽団第一首席奏者のライナー・ツェペリッツに師事。その後、2001年より首席奏者となる。弟子には佐藤毅、吉田聖也、永田由貴、高杉健人、高橋 洋太、渡辺玲雄などがいる。

## ソリストとしての活動
1996年には第64回日本音楽コンクールの作曲部門の1位受賞作品の披露公演のアンサンブル奏者に選ばれている。1998年にはサントリーホールで開催されたサントリー音楽財団・サマーフェスティバル1998に参加した。2007年には『チェロ古川展生×コントラバス山本修』として全国コンサートツアーを実施している他、全国各地でもソロコンサートを開催している。特に東京文化会館小ホールでは1987年、2004年、2010年とリサイタルを開催している。コントラバスアンサンブルとしては、『コントラバス・フレンズ』としてNHK　BSプレミアムのクラシック倶楽部で2013年6月25日演奏が放映されている。2012年6月には、サントリーホールでクーセヴィツキーのコントラバス協奏曲を演奏している。